# Тельца Пашена
Тельца Пашена — вирионы поксвирусов (в том числе вируса натуральной оспы), частицы, имеющие форму эллипсоидов или параллелепипедов со скруглёнными углами, размером до 450 нм в длину и до 260 нм в поперечнике. После определённой обработки (например, методом серебрения по Морозову) эти частицы могут наблюдаться при помощи обычного светового микроскопа.
В 1906 году немецкий патолог Энрике Пашен наблюдал эти частицы в ороговевших клетках эпидермиса у больных, страдающих натуральной оспой. Он же и предложил один из методов окраски микропрепаратов для их выявления (карболовым фуксином с предварительной обработкой протравой Леффлера). Впоследствии частицы были названы его именем.